# Patrizio Billio
Patrizio Billio (Treviso, 19 de abril de 1974- Kuwait City, 23 de enero de 2023) fue un futbolista italiano que jugaba en la posición de centrocampista.

## Biografía
Criado en el equipo juvenil de Montebelluna, fue llevado por el Milan, que lo cedió a préstamo al Ravenna y luego al Hellas Verona, jugando dos temporadas a buen nivel en la Serie B. Luego descendió de categoría, primero a Casarano en la Serie C1, y en la temporada siguiente a Ternana, en la C2. En el Campeonato 1997-98 estuvo en Monza en la Serie B y luego volvió a la C1 al año siguiente vistiendo las camisetas de Ancona. Con la temporada 1998- 99 se mudó a Inglaterra al Crystal Palace, Premier League y luego fue transferido al Dundee FC de la Scottish Premier League.
Aquí permaneció tres temporadas, desde el campeonato 1999-2000 hasta el 2001-02. Posteriormente, el club escocés en cuyo cuerpo técnico, como entrenador y director deportivo, se encontraban los hermanos Ivano y Dario Bonetti, injustamente lo sacó de la convocatoria, impidiéndole jugar y obligándolo a entrenar con su compañero Marco Antonio De Marchi, quien fue también excluido de la plantilla, separado del resto del equipo. Las cosas llegan a un punto crítico después de un entrenamiento cuando es atacado por un seguidor amigo del hijo del presidente del club. Lo mantuvieron en el hospital para observación, y ya a su regreso al campamento encontró su automóvil dañado. La Asociación de Futbolistas también se interesa por esta historia y el caso acaba en el Parlamento. En tres temporadas en Dundee anotó veinticinco apariciones y anotó dos goles.
Billio cambia entonces de camiseta y llega al Aberdeen, todavía en la primera división escocesa, donde juega diez partidos marcando un gol y luego regresa a Italia a mitad de temporada, donde viste la camiseta amaranto del Livorno en el campeonato de la Serie B, donde cuenta cuatro apariciones. Volvió a bajar en la temporada 2003-04: treinta partidos y dos goles para Sora en C1. Le siguen dos años en Pro Sesto en C2, el primero y en C1 el año siguiente.
De Pro Sesto pasó a Massese por dos campeonatos de C1 y luego regresó a Pro Sesto nuevamente en la temporada 2008-09. De aquí, durante la sesión del mercado de fichajes de invierno, se trasladó a Colligiana en la Lega Pro Seconda Divisione.
Fue miembro del Milan (entrenador juvenil) y dirigió una escuela de fútbol del Milan en Kuwait desde la temporada 2011-12 hasta su muerte. Era licenciado en Ciencias del Motor con especialización en Gestión Deportiva en la Universidad Católica de Milán.
Al retirarse pasó a vivir a Kuwait para trabajar con la LOYAC AC Milan Soccer School como director y entrenador. Había expresado interés en abrir una escuela de fútbol del AC Milan en Dundee.
Falleció de un ataque cardíaco el 23 de enero de 2023, a los 48 años, cuando estaba jugando al pádel.

## Carrera

### Club
| Periodo   | Club                        | Apariciones | Goles |
| --------- | --------------------------- | ----------- | ----- |
| 1992–1998 | AC Milan                    | 0           | 0     |
| 1993–1994 | → Ravenna FC (cedido)       | 17          | 1     |
| 1994–1995 | → Hellas Verona FC (cedido) | 20          | 1     |
| 1995–1996 | → Virtus Casarano (cedido)  | 25          | 0     |
| 1996–1997 | → Ternana Calcio (cedido)   | 8           | 0     |
| 1997–1998 | → AC Monza (cedido)         | 0           | 0     |
| 1998      | Crystal Palace FC           | 4           | 0     |
| 1998–1999 | AC Ancona                   | 11          | 0     |
| 1999–2002 | Dundee FC                   | 28          | 2     |
| 2002      | Aberdeen FC                 | 10          | 1     |
| 2003      | AS Livorno                  | 4           | 0     |
| 2003–2004 | AS Sora                     | 30          | 2     |
| 2005–2006 | AC Pro Sesto                | 34          | 1     |
| 2006–2008 | US Massese 1919             | 44          | 0     |
| 2008–2009 | AC Pro Sesto                | 0           | 0     |
| 2009–2010 | ASD Olimpia Colligiana      | 34          | 2     |